# Coralia Osorio Roa
Coralia Osorio Roa es una química colombiana. Durante su carrera ha realizado actividades de investigación en instituciones como la Universidad Nacional de Colombia, la Universidad Técnica de Brunswick, la Universidad Estatal de Oregón y el Institute Of Food Technologists.

## Biografía

### Formación académica
Osorio Roa se graduó como química en la Universidad Nacional de Colombia Sede Bogotá en 1993. Obtuvo una Maestría en Química en 1995 y un Doctorado en Ciencias en 2001 en la misma institución. En 2002 se trasladó a Alemania para realizar su estancia postdoctoral en la Universidad Técnica de Brunswick. En su doctorado realizó una tesis sobre la generación de aromas a partir de precursores glicosídicos y polioles en los frutos Solanum quitoense y Passiflora quadrangularis.

### Carrera
Desde su graduación, Osorio ha estado vinculada profesionalmente con la Universidad Nacional, oficiando como docente, miembro del comité de posgrado en ciencias e investigadora. En la institución fundó la red de investigación sobre frutas tropicales REFRUTBIO, con la que ha adelantado proyectos de caracterización metabólica y actividad biológica y funcional de especies frutales tropicales presentes en Colombia como el aguacate, el lulo y el tomate de árbol. Su labor investigativa la ha llevado a integrar comités científicos en instituciones internacionales como el Instituto Tecnológico de Tokio, la Universidad Estatal de Oregón y la Universidad de la República del Uruguay.

## Premios y reconocimientos
- 1996 - Primer Premio Nacional de Fitoquímica, Universidad Industrial de Santander.
- 1999 - Premio a grupo de excelencia en investigación, Departamento Administrativo de Ciencia, Tecnología e Innovación COLCIENCIAS.
- 2005 - ACS International Activities 2005, Sociedad Química Estadounidense.
- 2005 - Pacifichem Young Scholar Award, Pacific Basin Chemistry Societies.
- 2017 - Investigación Meritoria, Facultad de Ciencias Universidad Nacional de Colombia.